# 大耳猬属
大耳蝟屬（大耳蝟），哺乳綱、真盲缺目的一屬，而與大耳蝟屬（大耳蝟）同科的動物尚有林蝟屬（林蝟）、蝟屬（刺蝟）、非洲蝟屬（西非刺蝟）等之數種哺乳動物。